# Четыре всесторонних аспекта в КНР
Четыре всесторонних аспекта (кит. упр.四个全面，пиньинь: sìgè quánmiàn, палл.: Сыгэ Цюаньмянь) – это идеологическая формула и программа социального развития Китая, выдвинутая председателем КНР Си Цзиньпином в декабре 2014 года. Она состоит из четырех направлений: всестороннего построения среднезажиточного общества, всестороннего углубления реформ, всестороннего верховенства закона в стране и всестороннего соблюдения строгой партийной дисциплины.

## Процесс выдвижения концепции
В ноябре 2014 года во время инспекционной поездки Си Цзиньпина в южную провинцию Китая Фуцзянь выдвинул «Три всесторонних аспекта», без упоминания о строгой партийной дисциплине. А через месяц, в декабре 2014 года во время поездки в провинцию Цзянсу, в своем выступлении перед местными чиновниками он впервые выдвинул концепцию «Четыре всесторонних аспекта», подчеркнув еще и важность соблюдения строгой партийной дисциплины.
Каждый из четырех аспектов был первоначально выдвинут по отдельности: 
- В ноябре 2012 года на 18-м съезде КПК было выдвинуто «Всестороннее построение среднезажиточного общества»;
- В ноябре 2013 года на 3-м пленуме ЦК КПК 18-го созыва было утверждено «Всестороннее углубление реформ»;
- В октябре 2014 года на 4-м пленуме ЦК КПК 18-го созыва было утверждено «Всестороннее верховенство закона в стране»;
- В октябре 2014 года на итоговом собрании Компартии было выдвинуто «Всестороннее соблюдение строгой партийной дисциплины».

## Всестороннее построение среднезажиточного общества
Концепция всестороннего (полного) построения срежнезажиточного общества была впервые официально выдвинута Ху Цзиньтао в своем докладе на XVIII съезде КПК. В докладе Ху Цзиньтао отметил, что «необходимо выполнить грандиозные задачи полного построения среднезажиточного общества к 2020 году».
На XIX съезде КПК, который состоялся 18 октября 2017 года, Си Цзиньпин отметил, что период времени, начиная с данного момента и по 2020 год – это период «завоевания решающей победы в полном построении среднезажиточного общества. Необходимо в соответствии с требованиями полного построения среднезажиточного общества, выдвинутыми XVI, XVII и XVIII съездами партии, в тесной увязке с изменением основного противоречия китайского общества, на основе единого планирования стимулировать экономическое, политическое, культурное, социальное и экоцивилизационное строительство, неуклонно претворять в жизнь стратегию подъема страны силами науки и образования, стратегию наращивания государственной мощи посредством кадров, стратегию стимулирования развития за счет инноваций, стратегию подъема села, стратегию согласованного развития регионов, стратегию устойчивого развития и стратегию военно-гражданской интеграции. И все это для того, чтобы работа по полному построению среднезажиточного общества была признана народом и выдержала проверку историей».

## Всестороннее углубление реформ
Данное направление является и продолжением политики реформ и открытости Китая. На 18-м съезде КПК действующий в то время генсекретарь ЦК КПК Ху Цзиньтао в своем докладе впервые выдвинул инициативу «проведения всестороннего углубления реформ и открытости». На третьем пленуме ЦК КПК, который состоялся в ноябре 2013 года, было принято "Постановление ЦК КПК по некоторым важным вопросам всестороннего углубления реформ". В ходе пленума было подчеркнуто, что для всестороннего построения среднезажиточного общества, а в дальнейшем построения мощного, демократического, цивилизованного и гармоничного современного социалистического государства, осуществления Китайской мечты о великом возрождении китайской нации, необходимо всесторонне углублять реформы c новой исторической отправной точки. На 19-м съезде КПК Си Цзиньпин еще раз подчеркнул важность всестороннего углубления реформ.

## Оценка
Австралийская газета Sydney Morning Herald отметила, что «четыре всесторонних аспекта» – это совокупность и квинтэссенция ключевых направлений реформ, заявленных генеральным секретарем ЦК КПК Си Цзиньпином, таких как реформы в сфере экономики и права и укрепление партийной дисциплины. Ирландская The Irish Times, в свою очередь, подчеркнула, что концепция «четыре всесторонних аспекта» – это новая надежда для Китая на строительство еще более процветающей страны и общества, основа углубления реформ и движения вперед в социально-экономическом развитии.
А. А. Кныш и А. В. Середа, авторы статьи "Четыре всесторонних аспекта государственного строительства КНР – идеологическая формула и программа социального развития" из Забайкальского государственного университета, делают наибольший акцент именно на первом аспекте – построении среднезажиточного общества – и отмечают высокую степень его важности для Китая.
Обозреватель «Российской газеты» отметил, что «Четыре всесторонних аспекта» символизируют преемственность в государственной и партийной политике, так как данный политический курс был обнародован ровно через 15 лет после того, как лидер третьего поколения китайских руководителей Цзян Цзэминь провозгласил 25 февраля 2000 года политику «трех представительств».

## В массовой культуре
В феврале 2016 года в Китае появился рэп-ролик, герои которого – мужчина в очках и девочка – рассказывают о стратегии "Четыре всесторонних аспекта".